# Макаллистер, Франсис
Франсис Мануэль Макаллистер (исп. Francis Manuel Mac Allister; родился 30 октября 1995 года, Ла-Пампа, Аргентина) — аргентинский футболист, полузащитник клуба «Росарио Сентраль».
Отец Франсиса, Карлос — известный в прошлом футболист. Его братья Алексис и Кевин — также профессиональные футболисты.

## Клубная карьера
Макаллистер — воспитанник клуба «Архентинос Хуниорс». 15 мая 2016 года в матче против «Лануса» он дебютировал в аргентинской Примере. Летом того же года Франсис на правах аренды перешёл в «Бока Унидос». 8 октября в матче против «Фландрии» он дебютировал в аргентинской Примере B. 4 ноября в поединке против «Индепендьенте Ривадавия» Макаллистер забил свой первый гол за «Бока Унидос». После окончания аренды Франсис вернулся в «Архентинос Хуниорс». 5 октября 2019 года в поединке против «Арсенала» из Саранди он забил свой первый гол за клуб. 
В 2020 году Макаллистер перешёл в «Тальерес». 9 ноября в матче против «Лануса» он дебютировал за новую команду. 